# خارپشت
خارپشت یا جوجه‌تیغی به جانوران پستانداری گفته می‌شود که در زیرخانوادهٔ خارپشت‌ها (نام علمی: Erinaceidae) قرار می‌گیرند. گاه تَشی نیز به دلیل خارهایی که بر پشت آن قرار دارد جوجه تیغی نامیده می‌شود اما تشی یا خارپشت جانوری کاملاً متفاوت از راسته جوندگان است، در حالی که جوجه‌تیغی‌ها کوچک‌تر و همه‌چیزخوار و از راستهٔ پستانداران حشره‌خوار هستند.
در مجموع ۱۷ گونه جوجه تیغی در نقاط مختلف آسیا، اروپا، آفریقا شناسایی شده که در پنج سرده زیستی جای می‌گیرند. این جانور بومی بر جدید یعنی استرالیا و آمریکا نیست. نزدیکترین خویشاوندان این جانور حشره‌خوارها یعنی اعضای خانوادهٔ Soricidae هستند که ظاهری به‌سانِ موش کور دارند اما مثل جوجه تیغی‌ها به راسته حشره‌خوارها تعلق دارند. جوجه تیغی‌ها از پستانداران اولیه به‌شمار می‌روند و مثل اغلب آن‌ها به زندگی شب‌زی و رژیم غذایی حشرهخواری خو گرفته‌اند.
این جانور به وسیلهٔ خارهای که بر پشتش قرار دارد، از خود دفاع می‌کند. این خارها در واقع موهایی توخالی هستند که کراتین موجود در آن‌ها سبب تیزی و سفتی شده است و برخلاف باور عمومی سمی نیست. جوجه‌تیغی‌ها اغلب در هنگام احساس خطر خود را به صورت گلوله درمی‌آورند، به طوری که تمام تیغ‌های آن‌ها را به سمت بیرون قرار می‌گیرد. تمام گونه‌های جوجه‌تیغی از این سازوکار دفاعی بهره‌مند هستند اما موفقیت آن‌ها بستگی به میزان تیغ‌هایشان دارد. به همین دلیل گونه‌هایی از جوجه‌تیغی که برای وزن کمتر از تیغ‌های کمتری برخوردارند، بیشتر تمایل دارند تا از دشمن فرار کرده و گاهی به او حمله کنند و از تیغ‌هایشان به عنوان آخرین حربه استفاده کنند.

## جوجه‌تیغی در فرهنگ ایران
نام این جانور در متون کهن ایرانی مانند اوستا بارها آمده است و از نام‌های «ونگهاپره» یا «دوژاک» نام برده شده؛ که «ونگهاپره» به معنی موجودی است که از نیمه‌شب تا بامداد می‌تابد تا پرده تاریکی را سوراخ کند که اشاره به خارهای این موجود است و «دوژاک» نام عامیانه خار پشت است و «بد سرشت» معنی می‌دهد.
در وندیداد فرگرد سیزدهم آمده است: «... سگ خار پشت بلند باریک پوزه، سگ «ونگهاپره» که مردم بد زبان «دوژاک» می‌نامندش
این است آن آفریده نیک در میان آفریدگان سپندمینو که از نیمه شب تا دمیدن خورشید، هزاران آفریده اهریمن را می‌کشد»
در ادامه به قداست این جانور اشاره می‌کند «که هر کس … «ونگهاپره» … را بکشد، روان خویش را تا نه پشت می‌کشد و تاوان گناه خود را در زندگی این جهانی با پیشکش بردن نیازی نزد سروش ندهد، راهی به پل چینود نیابد»
و مجازات گناه کشتن این جانور دو هزار تازیانه بوده است.

## سرده‌ها و گونه‌ها
زیرخانواده Erinaceinae (Hedgehogs)
- سرده جوجه‌تیغی‌های آفریقایی

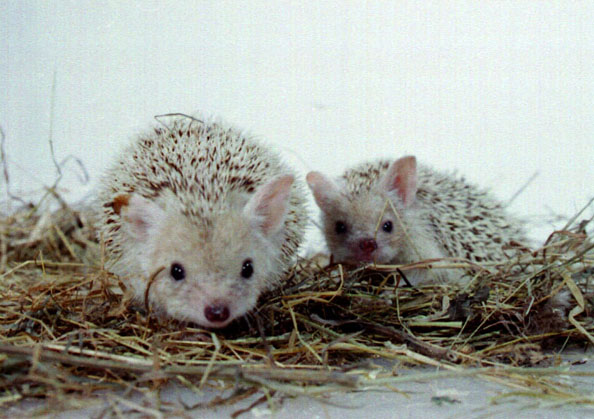
جوجه‌تیغی گوش‌دراز

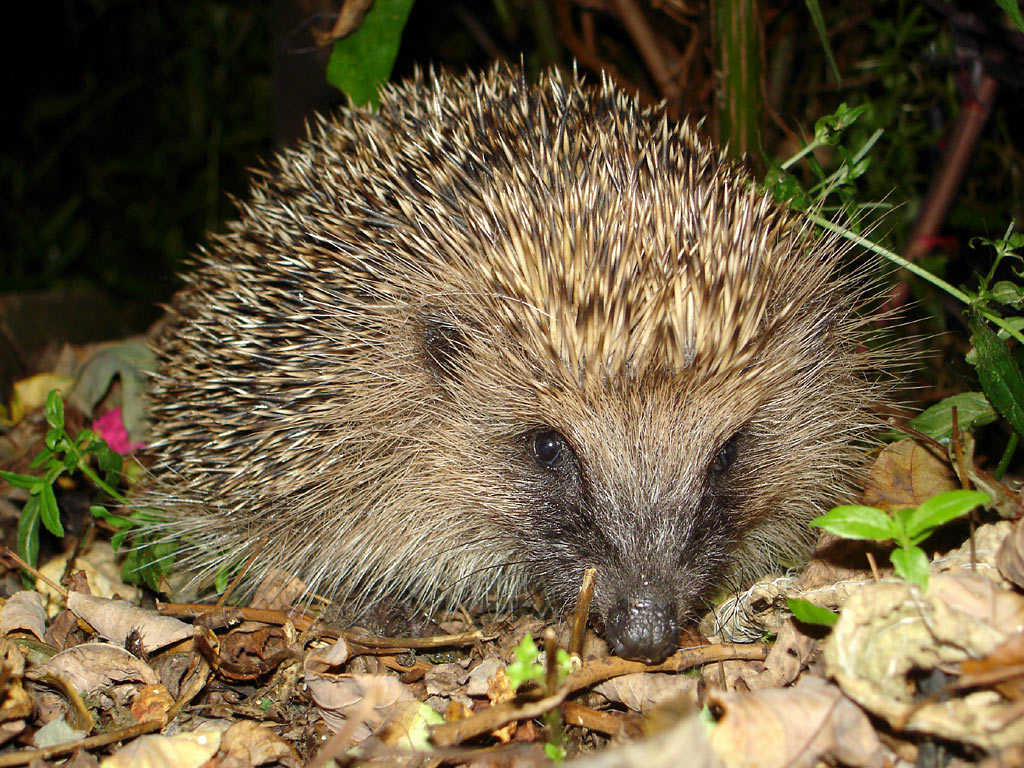
An urban European hedgehog out foraging at night.

  - جوجه‌تیغی چهارانگشتی، Atelerix albiventris
  - جوجه‌تیغی آفریقایی شمالی، Atelerix algirus
  - جوجه‌تیغی آفریقایی جنوبی، Atelerix frontalis
  - جوجه‌تیغی سومالی، Atelerix sclateri
- سرده جوجه‌تیغی‌های گوش‌کوچک
  - جوجه‌تیغی آمور، Erinaceus amurensis
  - خارپشت سینه‌سفید، Erinaceus concolor
  - جوجه‌تیغی اروپایی، Erinaceus europaeus
  - جوجه‌تیغی سینه‌سفید شمالی، Erinaceus roumanicus
- سرده جوجه‌تیغی‌های گوش‌دراز
  - جوجه‌تیغی گوش‌دراز، Hemiechinus auritus
  - جوجه‌تیغی گوش‌دراز هندی، Hemiechinus collaris
- سرده جوجه‌تیغی‌های دشتی
  - جوجه‌تیغی دوری، Mesechinus dauuricus
  - جوجه‌تیغی هیو، Mesechinus hughi
- سرده جوجه‌تیغی‌های بیابانی
  - خارپشت بیابانی، Paraechinus aethiopicus
  - خارپشت ایرانی، Paraechinus hypomelas
  - جوجه‌تیغی هندی، Paraechinus micropus 
  - جوجه‌تیغی شکم‌برهنه، Paraechinus nudiventris

## تغذیه

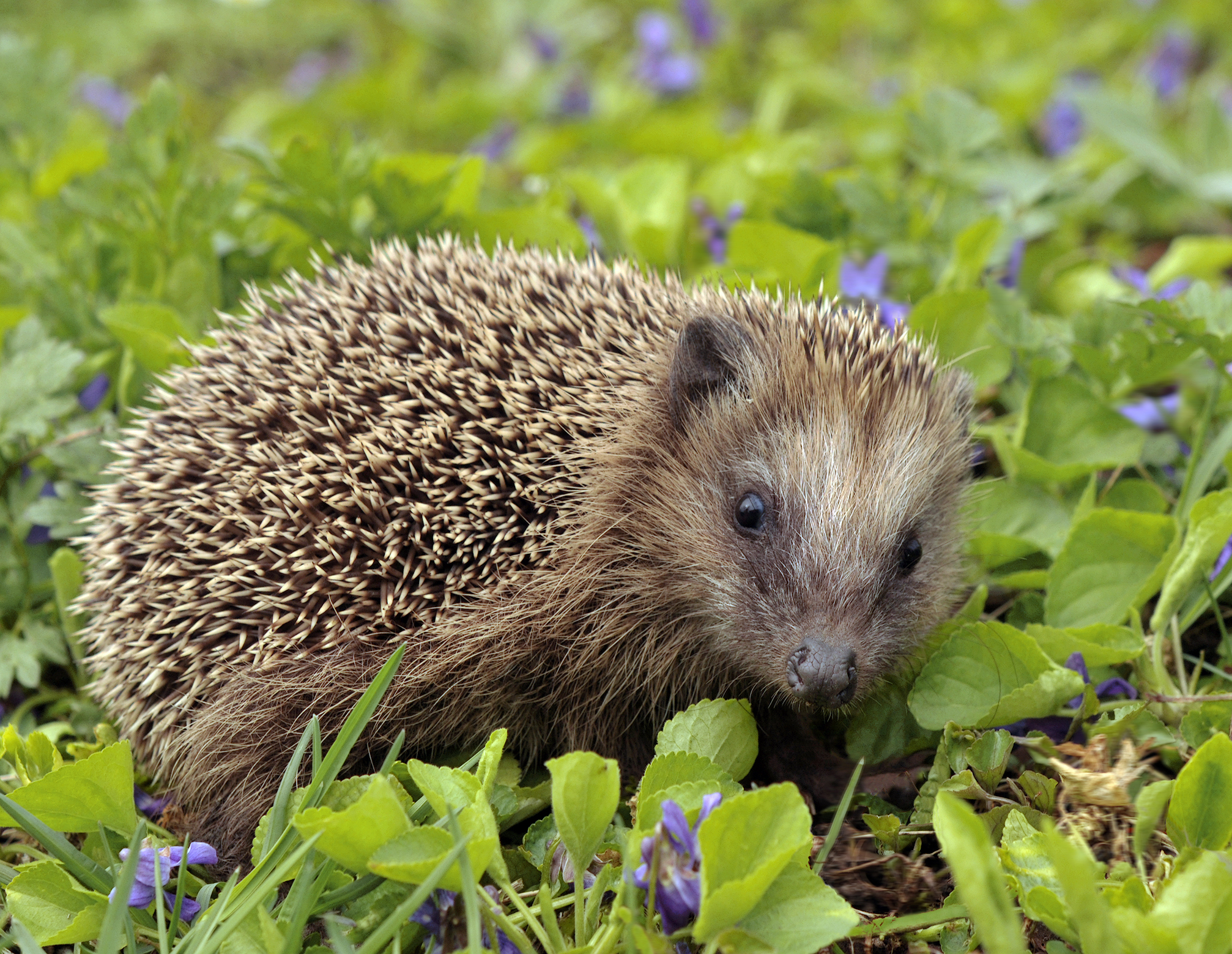
جوجه‌تیغی اروپایی

جوجه‌تیغی‌ها در طول روز می‌خوابند، عصرها در جستجوی غذا به بیرون می‌روند، حتی گاهی تا نیم فرسنگ به دنبال غذا راه طی می‌کنند. جوجه‌تیغی عمدتاً حشره‌خوار است و غذای اصلی آن را بی‌مهرگان مانند حشرات و لارو آن‌ها و حلزون‌ها و کرم خاکی تشکیل می‌دهد. گاهی از مهره‌داران کوچک مثل قورباغه، موش و مارمولک و تخم پرندگان، و همین‌طور غذاهای گیاهی مثل ریشه علف‌ها، میوه‌ها و قارچ نیز تغذیه می‌کنند. جوجه‌تیغی‌ها غذای خود را عمدتاً به کمک حس بویایی می‌یابند. جوجه‌تیغی‌ها در مقایسه با اندازه جثه‌شان زیاد غذا می‌خورند. در سرمای زمستان هنگامی که غذای دیگر به وفور در دسترس نیست زمستان‌خوابی می‌کنند و از ذخیره چربی که در فصل فراوانی غذا ذخیره کرده‌اند استفاده می‌کنند.
جوجه‌تیغی دشمنان طبیعی زیادی مثل پرندگان شکاری به ویژه جغدها، راسو، روباه، گرگ، گورکن و خدنگ دارد اما شکار جوجه‌تیغی بالغ برای دشمنان طبیعی آن بسیار دشوار است. شاه‌بوف از شکارچیانی است که در شکار جوجه‌تیغی مهارت دارد. در بریتانیا گورکن دشمن طبیعی اصلی جوجه‌تیغی است و دیده شده که در مناطقی که جمعیت گورکن در آن فراوان است جمعیت جوجه‌تیغی کم است.

## زمستان‌خوابی
تمامی خارپشت‌ها قابلیت زمستان خوابی دارند و خارپشت‌های ساکن مناطق با زمستان‌های سرد به خواب زمستانی می‌روند. طی این فرایند دمای بدن خارپشت تا حدود ۲ درجه سانتی گراد پایین آمده و پس از بیداری از خواب زمستانی دمای بدن به حالت عادی خود یعنی ۳۰–۳۵ درجه بازمی‌گردد.

## کاربرد
از جوجه‌تیغی هم به عنوان حیوان خانگی هم در بعضی فرهنگ‌ها به عنوان غذا استفاده می‌شود. (به عنوان مثال در مصر به عنوان غذا به مصرف می‌رسیده است) اما مهم‌ترین استفاده‌ای که می‌توان از جوجه تیغی کرد در کنترل آفات در کشاورزی است به طوری که هر عدد جوجه‌تیغی قادر است ۲۰۰ گرم حشره را در هر شب خورده و بدین طریق به کنترل آفات و حشرات در کشاورزی کمک کند.